# Discovery Channel Global Education Partnership
Discovery Channel Global Education Partnership (DCGEP)- fundacja i zespół środków dydaktycznych umożliwiających edukację społeczeństwa krajów trzeciego świata. Właścicielem jest Discovery Communications właściciel Discovery Channel. Organizacja ma status non-profit.
Wspólnie z partnerami z sektora prywatnego i publicznego, DCGEP bezpłatnie udostępnia najwyższej jakości materiałów dydaktycznych w postaci głównie filmów wideo w społeczności, gdzie ludzie mają niewielki dostęp do zasobów edukacyjnych. W zależności od regionu materiały są na poziomie podstawowym lub wyższym w zależności od stopnia edukacji. Materiały na poziomie wyższym mają na celu umożliwienie zbadania świata i zaspokojenia ciekawości, a podstawowe są rodzajem realizacji programu nauczania na tym samym poziomie co w krajach rozwiniętych.
Materiały są wysyłane do szesnastu krajów głównie Afryki, Ameryki Łacińskiej i niektórych byłych republik ZSRR. Liczbę użytkowników szacuje się na 760.000 indywidualnych i 286 szkół.
Głównym sponsorem akcji oprócz Discovery jest Coca-Cola i Chevron. Głównym rzecznikiem fundacji jest aktor Dennis Haysbert.